# Obok
Obok ali svod (francosko voûte iz italijanščine volta) je arhitekturni izraz za obokano obliko, ki se uporablja za izdelavo stropa nad prostorom ali strehe. Deli oboka izvajajo bočni pritisk, ki zahteva ustrezno proti silo. Obokom zgrajenim pod zemljo le-ta daje vso zahtevano odpornost. Kadar je obok zgrajen nad zemljo, so potrebne različne rešitve: na primer debelejše stene, ki se uporabljajo pri banjastih ali kontinuirnih obokih, oporniki se uporabljajo pri križnih obokih.

## Tipi obokov

### Kupola
Prve znane primere oblik obokov so našli v neolitski vasi Khirokitia na Cipru. To so krožne stavbe iz leta okoli. 6000 pr. n. št., v obliki čebelnjaka s konzolo, kupolaste oblike, oboki iz nežgane opeke iz blata predstavljajo tudi prvi dokaz za naselje z zgornjim nadstropjem. Podobne kupolaste grobnice, imenovane tholoi so našli na Kreti in v severnem Iraku. Njihova gradnja se razlikuje od tiste iz Khirokitia, saj je večina delno zakopana z urejenim dostopom. Ti oboki so znani nepravi ali lažni oboki, ki so jih poznale tudi druge civilizacije.
Te kupole predstavljajo v širšem pomenu besede obok. Razlika med njima je, da je obok v bistvu prostorski lok, kupola pa je sferični lok.

### Sodčasti obok iz pokončne opeke
Oboke iz navpične opeke so poimenovali po njihovi zasnovi, saj so opeke nameščene navpično (ne radialno) in se naslanjajo pod kotom. To omogoča, da je njihova gradnja zaključena brez uporabe sklepnika. Primere so našli ob arheoloških izkopavanjih v Mezopotamiji in so datirani v 2. in 3. tisočletje pred našim štetjem. Bile so povezane z malto iz sadre.

### Banjasti obok
Najpreprostejša vrsta oboka je banjast obok, ki je običajno polkrožne oblike. Banjast obok je kontinuiran lok, daljši od njegovega premera. Ker so bili masivni, so vršili močan pritisk na prečne oproge, ki se opirajo na stebre in tvorijo traveje (obočna enota). Pritisk so obvladovali z debelimi zidovi ali stranskimi ladjami, kjer so bili močni oporniki. Druga možnost je bila, da so nad stranskima ladjama zgradili slepe galerije, ki so nosile gornji del glavne ladje, to je bazilikalno steno. Kot pri izgradnji loka, je potrebna začasna podpora, medtem ko se loki gradijo. Dokler ni postavljen sklepnik, obok ni samonosen. Začasne podpore so običajno lesene konstrukcije polkrožne ali segmentne oblik, dokler celoten lok ni končan.
Zidan obok, bodisi kamnit ali opečnat, je težak, zato so  morali razmisliti o nosilcih. Monolitne nerazčlenjene stebre so včasih zamenjali stebri s križnirn prerezorn na križni ali deteljičasti bazi, Brez prekinitve so se vzpenjali po vsej višini notranjega prostora. Ritmično oblikovanje stene je vidno tudi na zunanjosti. Poživljajo jih slepe arkade, ločene z lizenami, pogosto so gornji del stene prebili tudi z majhnimi okni.
Najstarejši znan primer banjastega oboka so zgradili Sumerci, morda pod ziguratom v Nippuru v Babiloniji. Zgrajen je bil iz žgane opeke in utrjen z glineno malto.
Obok so poznali že Egipčani, izdelovali so ga iz na soncu posušene opeke. Najstarejši banjasti obok v Egiptu je verjetno kašča, ki jo je zgradil Ramzes II., to so ruševine v ozadju Ramesseuma v Tebah. Premer ima 3,6 m, spodnji del oboka je bil zgrajena iz horizontalnih plasti do okoli ene tretjine višine, ti obroči so bili zgoraj nagnjeni pod rahlim kotom, tako da so zidaki vsakega obroča tvorili manjši obseg, do končne oblike. Tako oblikovan obok je bil elipsast v prerezu, kar izhaja iz načina njegove konstrukcije. Podoben sistem gradnje je bil najden na oboku nad veliko dvorano v Ktezifonu, kjer je bil material žgana opeka ali plošče velikih dimenzij, utrjene z malto. Razpon je bil 25 m, debelina oboka skoraj 1,5 m na vrhu, pri čemer je imel zid štiri obroče.
Verjetno je, da so bili veliki oboki asirskih palač izdelani na enak način, vendar iz nežgane opeke sušene samo na soncu. Sir Austen Henry Layard je odkril kanalizacijo v Nimrudu, ki je bila zgrajena kot obok iz vertikalnih opek. Večina teh zgradb se ni ohranila, so pa prikazane v enem od bas-reliefov iz Nimruda. Tradicijo gradnje takih objektov so verjetno prevzeli Sasanidi, ki so v svojih palačah gradili kupole podobnih oblik, kot so prikazane v reliefu iz Nimruda, pri čemer da je bila glavna razlika, da so bile zgrajene lomljenca in malte, ki še vedno obstajajo, čeprav so jih verjetno opustili po vdoru islama v 7. stoletju.
V vseh citiranih primerih so Sumerske in Egipčanske opeke, bodisi žgane ali sušene na soncu, opisane, da so se dimenzije gibale od 45 ali 50 cm do 25 cm, pri čemer so bile običajno kvadratne oblike in okoli 5 do 10 cm debele in niso bile konično oblikovane. Najstarejši egiptovski primeri konično oblikovanih kamnov pripadajo XXVI. dinastiji (okoli 650 pr. n. št.) v najdenih v templju Medinet Habu. Tukaj se kaže, neke vrste simetrija pod pogojem, kot so zgrajeni oboki v obročih, tako da je po zaključku vsakega obroča, naslednji zamaknjen. Najzgodnejši primer tako oblikovanih obokov so kloake v Graviscae v Etruriji, z razponom okoli 4 m, s kamni dolgimi od 1,5 do 1,8 m.  Kloake maxima v Rimu, ki jih je zgradil Tarkvinij Prisk (603 pr. n. št.), odmakajo močvirnat teren med Palatinom in Kapitolom in so jih pod komendatorjem Bonijem obokali še več v 1. stoletju pred našim štetjem.
Ogromen ivan Taq-i Kisra v Ktezifonu (v bližini današnjega Bagdada) je bil zgrajen v času perzijskih Sasanidov. Lok je bil približno 37 metrov visok, razpetine 26 metrov in dolg 50 metrov, v celoti brez opaža in je bil največji obok kdajkoli zgrajen v tistem času.

### Križni obok
Pri križnem oboku se dva polkrožna loka sekata pod pravim kotom in večina teže počiva na vogalnih stebrih ali slopih. V steni so zato lahko odprli velika okna.
Rimljani so obočno gradnjo prevzeli od Etruščanov in jo nadgradili. S križanjem banjastega oboka so dobili križni obok, katerega prvi primer so našli v majhni dvorani v Pergamon, v Mali Aziji. Z opaži so oboke vlivali v konkreciji ali gradili z opeko. Bili so polkrožni, površina je bila pogosto obdelana in razčlenjena.
Prva uporaba v dvoranah velikih dimenzij je iz časa Rimljanov. Ko se dva polkrožna banjasta oboka istega premera križata, tvori njuno presečišče pravo elipso, skozi katero se pritisk oboka prenese v prečne stene. Tak primer je v rimskem rezervoarju v Baiae, znanem kot Piscina mirabilis, kjer serija petih prehodov s polkrožnimi banjastimi oboki nalega na dvanajst prečnih hodnikov, pri čemer oboki tvorijo 48 stebrov in debele zunanje stene. Širina teh je le okoli 4 m. V rimskih Karakalovih termah je imel obok razpon 24 m, več kot dvakrat več od angleške stolnice. Njena gradnja je bila tako iz statičnega kot ekonomskega vidika izredno pomembna.
- Križni obok gledan od spodaj prikazuje robove  in kasete.
- Tloris križnega oboka od zgoraj prikazuje rezultante sil pritiska.
- Križni obok od zgoraj.

Tudi zidovi, ki nosijo oboke so bili zgrajeni z betonom z občasnimi vložki iz opeke, tako da je bila celotna struktura homogena. Ena izmed pomembnih sestavin malte je bil vulkanski pepel, znan kot pocolana, ki je omogočil, da ko se je beton strdil, je postal ne samo trden kot skala, ampak je v določeni meri nevtraliziral sile obokov.
Najširša obokana rimska dvorana je bila v prestolni Dioklecijanovi palači na Palatinu in je imela razpon velik 30,5 m. Pritisk je bil ujet v drugih dvoranah na obeh straneh z zunanjimi oporniki. V provincialnih mestih in v drugih delih rimskega imperija, kjer material pozolana ni bil dobavljiv, so morali Rimljani zaupati svojim maltam, ki pa niso bile zadosti  kohezivne in so omogočale gradnjo največ 12 m razpona. Še vedno obstajajo v Mali Aziji in Siriji nekatere obokano dvorane, običajno povezane s termami, ki so naslonjene na stene velikih debelin. Rimljani so poznali več vrst obokov, kontinuirne ali sekajoče, kot so uporabljeni v hodnikih v Koloseju in gledališču Marcellus. Številni so bili oboki nad krožnimi dvoranami, od katerih Panteon najbolj pomemben primer in ima premer 43,5 m. Znana kot Canopus v Hadrijanovi vili v Tivoliju je imela premer 23 m in je bila obokana z več vrst rebri, med katerimi so bile izmenično ravne in polkrožne stranice in kasete. V isti vili in v Rimu so bile osmerokotne dvorane z različnimi drugimi kombinacijami obokov. Druga vrsta obokov so Tabularium arcade, kjer je bil uporabljen križni obok.
Značilen primer rimskega oboka je danes mogoče videti v Maksencijevi baziliki v Rimu. Stranski ladji sta razčlenjeni s prečnimi stenami na tri dele, preko katerih ležijo banjasti oboki. Površina oboka je razčlenjena z osmerokotnimi kasetami.
Členitev oboka na kasete se je uporabljala tudi v kasnejših obdobjih. Primer posnemanja antičnih obokov je viden v cerkvi Sant' Andrea v Mantovi. Leon Battista Alberti jo je označil kot etruščanski tempelj.
Normanska arhitektura je začela prekrivati prostore s kamnitimi oboki, pri čemer je uporabljala križne oboke, običajno okrepljene z rebri, ki so se križala v šilastem loku.

### Rebrasti obok
Kadar sekajoči banjasti oboki niso bili istega premera, je bila njihova gradnja nekoliko težja. Kjer je bil banjast obok pravi krog nad korom in kornim obhodom in je bil prekrižan s stožcem namesto valjem, je postalo slabše in se je konstrukcija bolj zapletla. To je privedlo do spremembe sistema in uvedbo nove funkcije, ki je prestavljala popolno revolucijo pri gradnji oboka. Srednjeveški graditelj je obrnil proces in dodal diagonalna rebra, ki so bila uporabljena kot stalni center in na njih zgrajen rebrast obok, ki je odslej prevzel svojo obliko iz reber. Namesto eliptične krivulje, ki je bila določena s presekom dveh polkrožnih banjastih obokov ali valjev, je bil uporabljen polkrožni lok z diagonalnimi rebri. Rebra so bila postavljena v središče oboka nad ravnijo prečnih lokov in stenskih reber in tako dobimo videz kupolatega oboka, kot ga je mogoče videti v ladji Sant' Ambrogio v Milanu. Prva pompozna prečna in stenska rebra ali zgornji del njihovih lokov so bila postavljena v Abbaye-aux-Hommes v Caenu in opatiji Lessay v Normandiji. Problem je bi končno rešen z uvedbo šiljastega oboka prečnih in stenskih reber - šiljast lok je bil že dolgo znan in uporabljan, zaradi svoje veliko večje nosilnosti in manjšega pritiska na stene. Ko je uporabljen kot rebro v oboku pa zoži razpon.
Prva uvedba šiljastega loka kot rebra je bila v stolnici v Durhamu in pred tem v opatiji St. Denis. Medtem ko je šiljasto-rebrast obok pogosto videti kot značilnost gotske arhitekture, je stolnica v Durhamu romanska, v kateri so zidarji eksperimentirali z rebri in loki, preden je bilo to v zahodni cerkveni arhitekturi široko sprejeto. To je bilo v cerkvi v Vezelayu (1140), ko se je razširil na kvadratni pomol verande. To je bilo pred razrešitvijo vprašanja o mrežasti ali kamniti lupini oboka z rebri ter prejšnjem razvoju velikih obokov, ki so se vili nad ladjami v stolnicah ali cerkvah in pred uvedbo šiljastega ločnega rebra. Kot je že bilo rečeno, so imele ladje v zgodnjih krščanskih cerkvah že strope iz obokov, edini dosežek v poznejšega razvoja je bila uvedba prečnega rebra, ki deli zalive v kvadratne sektorje. V 12. stoletju se je pri uporabi obokov nad ladjami pojavila še ena težava, saj so bile glavne ladje dvakrat širše od stranskih, tako da je bilo potrebno vključiti dve odprtini za prehode, da bi ustvarili en kvadratni zaliv v ladji. To je bil ogromen prostor za obok, poleg tega vsak drugi pomol ni služil ničemur. Predlagali so alternativo, tj. zagotavljanje dodatnega rebra čez cerkev in med prečnimi rebri. Posledica tega je znana kot šestpolni obok. Eden prvih primerov je znana v Abbaye-aux-Hommes (S. Etienne) pri Caenu. Ta cerkev, zgradil jo je Viljem Osvajalec, je bila prvotno zgrajena z leseno streho, vendar je bil skoraj stoletje kasneje zgornji del ladje delno obnovljen z uporabo oboka. Ogromna velikost oboka nad ladjo je zahtevala nekaj dodatne podpore, tako da je vmesno rebro segalo čez cerkev tako, da je iz kvadratnih nastalo šest pol. Šestpolni obok je bil izveden v stolnicah Sens (1170), Laon (1195), Noyon (1190), Pariz (1223-1235) in Bourges (1250). Vmesno rebro pa je imelo pomanjkljivost, saj je delno zasenčilo eno stran bazilikalnih oken, kar je predstavljalo neenake uteži na nadomestnih pomolih, tako da je bil v stolnici Soissons (1205) uveden štiripolni obok, širina vsake pole pa za polovico razpona ladje, kar ustreza hodniku pomolov. Obstajajo nekatere izjeme: Sant 'Ambrogio v Milanu in San Michele v Pavii, v stolnicah Speyer, Mainz in Worms, kjer so štiristranske pole skoraj kvadratne, vmesni pomoli za prehode pa mnogo manjših dimenzij. V Angliji obstajajo šestpolni oboki v Canterburyju (1175), Rochesterju (1200), Lincolnu (1215), Durhamu (vzhodni transept) in kapela St. Faith v Westminstrski opatiji.
- Rebrasti obok cerkve Sint-Niklaaskerk v Gentu, Belgija.
- Zgornja površina rebrasto obokanega stropa cerkvene ladje stolnice v Salisburyju.
- Rebrasto obočni strop s Lierne rebri, Liebfrauenkirche, Mühlacker (1482).

Eden prvih primerov uvedbe vmesnega rebra se nahaja v ladji Lincolnske stolnice, kjer greben reber ni na zidnem rebru. Kmalu se je izkazalo, da je bila gradnja mreže veliko lažja z dodatnimi rebri, kar je posledično pomenilo težnjo za povečanje njihovega števila, tako da so bila v ladji stolnice Exeter predvidena tri vmesna rebra med stenskim rebrom in diagonalnim rebrom. Da bi prikrili spoj različnih reber, so njihova križišča okrasili z bogato izrezljanimi sklepniki. Ta praksa se je razširila z uvedbo drugega kratkega rebra, znanega kot lierne, iz Francije dana na grebenu rebra. Lierne rebra so kratka rebra med križiščem glavnih reber in so bila v funkciji okraska kot je primer v Liebfrauenkirche (1482) v Mühlacker, Nemčija. Eden izmed najboljših primerov lierne rebra obstaja v oboku balkonskega okna v Crosby Hall v Londonu. Težnja, da se poveča število reber je privedla do edinstvenih rezultatov, kot v koru stolnice v Gloucestru, kjer navadna diagonalna rebra postanejo zgolj okrasne letve na površini križanj šiljastega ločnega oboka in v samostanih, kjer uvedba pahljačastega oboka, ki tvori konkavno-stransko konoido, vrne načelo rimske geometrije oboka.

### Pahljačasti obok
Pahljačasti obok (tudi lijakasti ali kelihasti) dolguje svoj izvor uporabi enega centra krivulje za vsa rebra, namesto ločenih centrov za prečno, diagonalno steno in vmesna rebra. To je bilo olajšano tudi z uvedbo štirih polkrožnih lokov, kjer spodnji del loka tvori del pahljače ali konoido in se zgornji del lahko podaljša v razplet z večjim polmerom čez obok. Pri pahljačastem oboku  so mogoče kombinacije različnih vrst reber:
- glavna rebra (križna, prečna in temenska);
- tierceroni - rebra 2. stopnje, ki tečejo od opornikov v vogalih travej do temenskih reber, včasih tudi do prečnih;
- lierne - rebra 3. stopnje, ki se ne dotikajo vogalov travej.

Najpreprostejšo različico najdemo v samostanu v stolnici Gloucester, kjer se pahljače dotikajo druga druge na vrhu, tako da obstajajo le majhni predeli med njimi, ki so napolnjeni. V kasnejših primerih, kot je King's College Chapel, Cambridge, je bilo zaradi velikih dimenzij oboka potrebno uvesti prečna rebra, potrebna za večjo trdnost. Podobna prečna rebra najdemo v kapeli Henrika VII. in v divinity schools v Oxfordu, kjer se je predstavila nov razvoj. Ena od pomanjkljivosti pahljačastega oboka v Gloucestru je videz, da so rebra na pol potopljena v steni.

## Bizantinski oboki in kupole
Obok Maksencijeve bazilike, ki jo je zaključil Konstantin, je bilo zadnje veliko delo, opravljeno v Rimu pred padcem imperija. Dve stoletji sta pretekli do naslednjega pomembnega razvoja v cerkvi Svete modrosti (Hagija Sofija) v Carigradu.
Realizacija tega projekta je predstavljala velik napredek v razvoju obokov. Prikazano v tej cerkvi dolguje nekaj vzhodni tradiciji asirske obočne kupole, ki so nam znane le iz reliefa iz Nimruda, ter iz velikih cistern za vodo v Carigradu, znanih kot Yere Batan Serai (podzemna palača) in Bin bir direk (cisterna s tisoč in enim stebrom). Obe je zgradil Konstantin, v njih so križajoči banjasti oboki Rimljani že nadomesti z majhnimi kupolami. Te kupole so majhnih dimenzij v primerjavi s tistimi, ki jih je imela Justinijanova Hagija Sofija. Prejšnja največja kupola je Panteon v Rimu, toda ta je bila izvedena na ogromni steni debeli 6 m in z izjemo majhnih niš oziroma vdolbin v debelini stene, je ni mogoče razširiti. Justinijan je očitno naročil arhitektu zagotoviti ogromno dvorano ali apsido na vzhodnem koncu, podobno apsido na zahodni strani in velik lok na obeh straneh in stene z okni. Za razliko od Panteonove kupole, ki je zgrajena iz betona, so bizantinske kupole iz opeke, ki so bile lažje in tanjše, vendar bolj dovzetne za sile, ki delujejo nanje.
Slika prikazuje obrise rešitve problema. Cerkev sta zgradila Anthemiu in Isodorus med letoma 532 in 537. Velika centralna kupola je visoka 56 m in ima premer 31,1 m. Če polkroglo kupolo znižamo za štiri navpične ravnine, presečišče da štiri polkrožne loke; če prerežemo z vodoravno ravnino, ki je tangencialna na vrhu teh lokov, ta opiše krog; tisti del krogle, ki je pod tem krogom in med loki, tvori sferični trikotnik, pendantiv in njen polmer je diagonala kvadrata, na katerem počivajo štirje loki. Zaradi 40 oken v tamburju, na katerem leži, daje videz kot da lebdi v zraku. Štirje sferični trikotniki, imenovani pendantivi, podpirajo obroč kupole in so povezani na vogale kvadrata, ki ga oblikujejo štirje ogromni loki. Pendantivi merijo 18,3 m. Na vzhodni in zahodni strani dve pol kupoli pokrivata tri velike obočne niše in oblikujeta podolgovat prostor, širok 31 m in dolg 80 m. Ker so že med gradnjo kupole ugotovili, da spodnja konstrukcija ne prenese stranskih sil, so dodali podporne zidove. Konstrukcija pendantivov ni znana, vendar domnevajo, da so bile na vrhu pendantivov zgrajene v horizontalni smeri opeke, štrleče druga preko druge, štrleče pod kotom in odrezane in prekrite s štukaturo v kateri so bili vgrajeni mozaiki.
Po potresih v letih 553 in 557 se je podrla originalna plitva kupola. Nadomestili so jo z višjim, polkrožnim profilom. Zaradi poškodb so jo že večkrat obnavljali.
Je pa še en izjemen obok, ki ga je zgradil Justinijan. Cerkev Sv. Sergiusa in Bacchusa v Carigradu. Osrednji del te cerkve je imel osmerokotni tloris, kupola je razdeljena na šestnajst sektorjev, od teh je osem sestavljenih iz širokih ravnih pasov naraščajočih iz središča vsake od sten in drugih osem, ki so konkavne celice preko kotov osmerokotnika, ki zunaj in znotraj dajejo strehi videz dežnika.

## Romanski oboki
Čeprav je kupola glavna značilnost bizantinske cerkve, pa so po vsej Mali Aziji številni primeri, v katerih so ladje obokane s polkrožnimi banjastimi oboki. Ta tip oboka najdemo po vsej južni Franciji v 11. in 12. stoletju.
Stalni pritisk oboka na opore je bil prenesen na stranske hodnike, ki so imeli samo polovično višino glavne ladje. Zanimiv je primer v kapeli svetega Janeza v Towru, London. Velika debelina sten je bila potrebna tudi zaradi rešitve problema kritine na cerkvah in nadomestitvijo z negorljivo.
Obokanje so Rimljani uporabljali v zgodnjih krščanskih cerkvah v Rimu, vendar samo čez ladje, ki so bile razmeroma majhne, vendar se v njih že vidi težnja za dvig.

## Neogotski in renesančni oboki
Eden najbolj zanimivih primerov pahljačastega oboka je nad stopniščem, ki vodi v dvorano Christ Church v Oxfordu. Tu se popolna konoida prikaže v njegovem središču, ki je nad osrednjim stebrom. Ta obok je bil leta 1640 ko je bil zgrajen, izjemen primer dolge tradicije izdelave, ki so jo v Oxford prenesli precej pozno. Pahljačasti oboki so značilni za Anglijo, edini primer v Franciji je pri Marijini kapeli v Caudebec v Normandiji.
V Franciji, Nemčiji in Španiji je množenje reber v 15. stoletju pripeljalo do dekorativnih obokov različnih vrst. Tako so v Nemčiji, ki je ugotovila da rebro ni več potrebna konstruktivna lastnost, le-tega odrezali in pustili le štrcelj; v Franciji so ugotovili, da se rebra z večjo globino lahko prebada s krogovičjem in obeša obeske iz njih. To je postala značilnost velikih renesančnih del v Franciji in Španiji, ki pa se je kmalu umaknila italijanskemu vplivu, ki je gradnji obokov povrnil rimske geometrijske oblike. Pri velikih obokih, kjer centriranje predstavljala pomemben strošek, so se nekateri arhitekti pohvalili s tem, da so se mu izognili, kot v primeru kupole Santa Maria del Fiore v Firencah, Filippa Brunelleschija. Ferguson navaja kot primer veliko kupolo cerkve  Mousta na Malti, postavljene v prvi polovici 19. stoletja, ki je bila zgrajena v celoti brez centriranje vseh vrst

## Obokanje in navidezni obok v renesansi in po njej
Pomembno je omeniti, da rimskimi oboki, tako kot Panteon in bizantinski oboki, kot je Hagjia Sofija, niso bili zaščiteni od zgoraj (tj. obok od znotraj je bil streha od zunaj), so evropski arhitekti v srednjem veku zaščitili svoje oboke z lesenimi strehami tako, da se gotski obok od zunaj ni videl. Razlogi za te spremembe so hipotetični, dejstvo pa je, da je pokrita oblika bazilike v tej dobi prevladovala.
Ločitev med notranjostjo in zunanjostjo - med strukturo in podobo - naj bi bila zelo namenska, razvita v renesansi in po njej, še posebej, ko je kupola v zahodni tradiciji postala ponovno  ključni element v cerkvenem oblikovanju. Michelangelo je, za baziliko svetega Petra v Rimu, ki jo je preoblikoval med letoma 1585 in 1590 Giacomo della Porta, na primer, sestavil kupolo iz dveh kupol. Balthasar Neumann je v svojih baročnih cerkvah izpopolnjeval obok z lahkim ometom in ga podprl z lesenim ogrodjem. Ti oboki, ki so nastali, niso povzročali stranskih pritiskov in so bili povsem primerni za dodelavo s stropnimi freskami. V stolnici svetega Pavla v Londonu je zelo kompleksen sistem obokov in navideznih obokov. Kupola, ki se vidi od zunaj ni obok, ampak relativno lahka lesena okvirna konstrukcija, ki se naslanja na nevidno - in za svojo starost zelo izvirno - verižno mrežo obokov iz opeke, pod katero je še kupola, ki se vidi iz notranjosti, a je omet podprt z lesenim okvirjem. Od znotraj je mogoče zlahka trditi, da je to kar gledamo znotraj isto kot se vidi od zunaj.

## Indija
V Indiji obstajata dve različni vrsti rebrastega oboka (v perzijščini imenovana "Karbandi"), ki niso del razvoja evropskih obokov, a so preveč presenetljiva, da jih ne bi omenili. En primer je osrednja kupola v Jumma Musjid v Bijapuru (1559), druga pa je Gol Gumbaz, grobnica Mohameda Adil Šaha II. (1626-1660) v istem mestu. Obok slednje je bil zgrajena čez dvorano premera 41 m, gre za polkrožno kupolo. Rebra, ki potekajo le iz kotov, postanejo osemkotna baza za kupolo, so nosilna čez pomol osmerokotnika in ga posledično sekajo ter tako zmanjšajo centralno odprtino do 29,5 m, in s težo zidu nad njimi, ki služi kot protiutež teži kupole, ki je postavljena nazaj, tako da ostane prehod približno 3,6 m širok krog notranjosti. Notranji premer kupole je 38 m,  višina pa 53,3 m. Rebra iz štirih centrov rastejo 17,3 m od tal dvorane. Jumma Musjid kupola je manjših dimenzij, na kvadratu stranice 21 m, s premerom 17,3 m in je bila izvedena samo na pomolih namesto izjemno debelih zidov kot v grobnici. Vsak pritiska, ki bi lahko obstajal, bi bil nevtraliziran s posredovanjem čez prehode na zunanji zid. 

## Moderni oboki

### Hiperbolični paraboloidi
20. stoletje predstavlja velik napredek v armiranobetonski konstrukcijah. Pojav lupine in boljše matematično razumevanje hiperboličnih paraboloidov, je dovoljevalo zelo tanke in močne oboke, ki bodo zgrajeni v do tedaj nevidenih oblikah kot so: hiperbolične konstrukcije, betonske školjke, natezne strukture in podobno.